# José Antonio Sánchez de Luna
José Antonio Sánchez de Luna (* 18. Oktober 1984 in Granada) ist ein ehemaliger spanischer Tennisspieler.

## Karriere
José Antonio Sánchez de Luna spielte 2001 sein erstes Profiturnier. Die ersten Jahre seiner Karriere war er auf der unterklassigen ITF Future Tour und ATP Challenger Tour aktiv. Er gewann auf der Future Tour insgesamt sechs Einzel- und zehn Doppeltitel. Zu seiner Premiere auf der ATP World Tour kam er 2004 in Valencia. Mit seinem Landsmann Miguel Ángel López Jaén erhielt er eine Wildcard für das Doppel, wo sie ihre Auftaktpartie gegen das Duo Igor Andrejew und Nikolai Dawydenko verloren. Im selben Jahr debütierte er durch eine erfolgreiche Qualifikation bei dem Turnier in Palermo zusätzlich im Einzelbewerb. Er schied jedoch erneut direkt in der ersten Runde aus. Ihm gelang erst 2008 wieder die Qualifikation für ein Hauptfeld. Nachdem er in Barcelona in der ersten Runde gegen Stan Wawrinka verlor, qualifizierte sich Sánchez de Luna kurz darauf für das Masters-Turnier in Hamburg. Doch auch hier war bereits nach seinem Auftaktmatch Schluss und er schied ohne Satzgewinn aus. Im Juli des Jahres belegte er mit einem 246. Rang seine beste Platzierung in der Weltrangliste.
2009 war Sánchez de Luna ausschließlich auf der Future und Challenger Tour unterwegs. Auf der Challenger Tour feierte er in Alessandria seinen einzigen Titel im Doppel. Gemeinsam mit Rubén Ramírez Hidalgo besiegte er im Finale Martín Alund und Guillermo Hormazábal mit 6:4, 6:2. Seine beste Doppelplatzierung erreicht er kurz darauf mit einem 271. Rang. Nach diesem Erfolg spielte Sánchez de Luna nur noch wenige Turniere auf der Future Tour und beendete nach einem Future-Turnier in Tunesien seine Karriere. Nach seiner Karriere übernahm er den Direktorposten am NES Campus Tennis Club in Granada.

## Erfolge
| Legende (Anzahl der Siege)  |
| Grand Slam                  |
| ATP World Tour Finals       |
| ATP World Tour Masters 1000 |
| ATP World Tour 500          |
| ATP World Tour 250          |
| ATP Challenger Tour (1)     |

### Doppel

#### Turniersiege
| Nr. | Datum        | Turnier     | Belag | Partner               | Finalgegner                       | Ergebnis |
| --- | ------------ | ----------- | ----- | --------------------- | --------------------------------- | -------- |
| 1.  | 31. Mai 2009 | Alessandria | Sand  | Rubén Ramírez Hidalgo | Martín Alund Guillermo Hormazábal | 6:4, 6:2 |